# Atomic Soul
Atomic Soul to pierwszy solowy album wokalisty Symphony X Russella Allena. Został wydany 26 kwietnia 2005 roku. Album pod względem stylu muzycznego znacząco odbiega od stylu prezentowanego przez Allena w Symphony X

## Lista utworów
1. „Blackout” – 4:52
2. „Unjustified” – 3:43
3. „Voodoo Hand” – 3:54
4. „Angel” – 5:14
5. „The Distance” – 4:49
6. „Seasons of Insanity” – 4:20
7. „Gaia” – 4:33
8. „Loosin' You” – 4:01
9. „Saucey Jack” – 4:02
10. „We Will Fly” – 7:55
11. „Atomic Soul” – 3:08